# Jeff Kahn
Jeffry „Jeff“ Ned Kahn (* 1950) ist ein US-amerikanischer Mathematiker, der sich mit Kombinatorik beschäftigt.

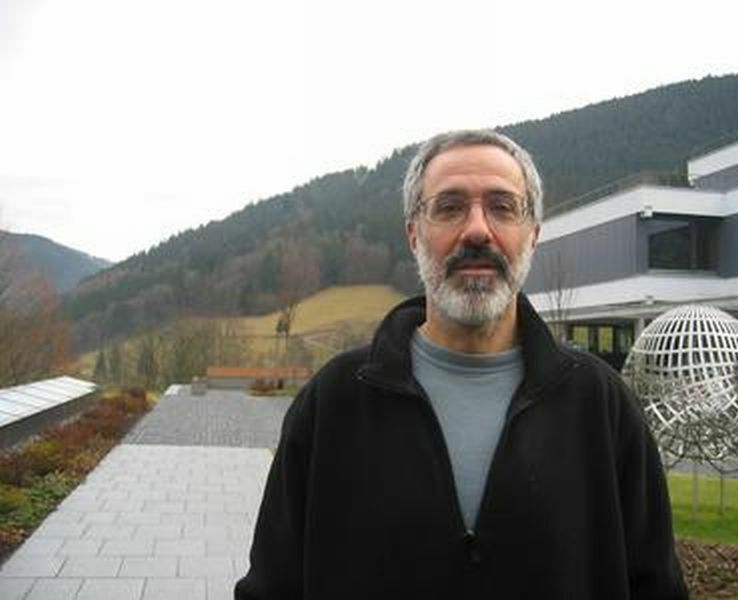
Jeff Kahn in Oberwolfach 2008

Kahn promovierte 1979 an der Ohio State University bei D. K. Ray-Chaudhuri (Finite inversive planes with bundle theorem). Er ist Professor an der Rutgers University.
1993 widerlegte er mit Gil Kalai die Borsuk-Vermutung. 1980 bewies er eine lange offene Vermutung in der Geometrie der Möbius-Ebenen (sie charakterisierte diejenigen, in denen der Büschelsatz gilt, als Ovoid-ähnlich). Er beschäftigt sich auch mit der Theorie der Phasenübergänge zum Beispiel im Modell harter Kugeln auf Gittern (wo er mit David Galvin 2004 die Existenz eines Phasenübergangs nachwies).
1996 erhielt er mit David Reimer den George-Pólya-Preis. Kahn bewies mit Michael Saks und Cliff Smyth eine duale Version der Ungleichung von Reimer (vorher Vermutung von van den Berg und Harry Kesten) und damit eine kombinatorische Vermutung von Rudich, die Anwendungen in kryptographischer Komplexität hat. 1994 war er Invited Speaker auf dem Internationalen Mathematikerkongress in Zürich (Asymptotics of hypergraph matching, covering and coloring problems). 2012 wurde er mit dem Fulkerson-Preis ausgezeichnet. Er ist Fellow der American Mathematical Society. 1984 wurde er Forschungsstipendiat der Alfred P. Sloan Foundation (Sloan Research Fellow).